# Templin
Templin is een stad in de Duitse deelstaat Brandenburg, ca. 80 kilometer ten noorden van Berlijn. De stad telt 15.636 inwoners (2020).

## Geschiedenis
Templin ligt op een gunstig punt, van oorsprong op een klein heuveltje, langs enkele langeafstands-handelsroutes. Het gebied kwam in 1147 onder controle van een heer uit het geslacht der Ascaniërs. Dit was Albrecht de Beer, stichter en eerste markgraaf van de Mark Brandenburg.
Wel was er voortdurend politieke onrust, vanwege de nabijheid van de grenzen met Mecklenburg in het noordwesten  en Pommeren in het noordoosten. 
In 1270 werd Templin voor het eerst in een document vermeld.  In een document uit 1314 wordt de plaats als stad aangeduid. In 1317 eindigde een negenjarige regionale oorlog, de Noord-Duitse Markgravenoorlog, met een te Templin gesloten vrede. Gedurende de 14e eeuw werd Templin van een, eerst nog houten, later natuurstenen, stadsmuur voorzien. In 1479 kwam Templin definitief aan de Mark Brandenburg. 
De Reformatie deed haar intrede te Templin in het jaar 1539. Sedertdien zijn de meeste christenen in de gemeente evangelisch-luthers. Tot op de huidige dag zijn de in dit artikel genoemde kerkgebouwen in de gemeente  ook evangelisch-luthers,  tenzij anders vermeld. 
De Dertigjarige Oorlog trof Templin zwaar.  In 1637 en 1641 werd de stad door doortrekkende legers verwoest. En in 1628 en 1638 eisten pestepidemieën vele mensenlevens.  Verscheidene van de nu tot de gemeente behorende dorpen werden in de 16e en 17e eeuw verlaten, vaak omdat ze na oorlogen of misoogsten ontvolkt raakten; veel dorpen werden opnieuw gesticht onder het Pruisische bestuur in de 18e eeuw, toen betere landbouwmethoden bekend waren.
Andere rampen, die Templin teisterden, waren overstromingen, in 1574, 1595 en 1600, en verder  grote branden, in 1492, 1530, 1564, 1618 en 1735, waarna de stad met bredere straten en meer stenen in plaats van houten gebouwen werd heringericht. In 1843 werd Groß Dölln door een dorpsbrand geheel verwoest, maar daarna herbouwd.
In 1607 werd een gymnasium voor jongens van goede stand in de stad gevestigd, het Joachimsthalsche Gymnasium. Dit prestigieuze, gerenommeerde onderwijsinstituut bestond tot 2004. Het monumentale, uit 1912 daterende schoolgebouw werd in 2011 gerestaureerd en tot woonappartementengebouw omgevormd. In 2020 is een nieuw initiatief tot stand gekomen, dat ten doel heeft, er in 2029 weer een onderwijs- of scholingsinstelling te vestigen. 
Vanaf 1715 waren te Templin permanent Pruisische soldaten ingekwartierd. In 1745 kwam een kanaal van Templin naar de rivier de Havel gereed. Dit bevorderde o.a. de handel in gevelde bomen voor timmerhout.
De stad leed in de Zevenjarige Oorlog (1756-1763) en na de Slag bij Jena in de Napoleontische oorlogen, in 1806, weer zwaar als gevolg van bezettingen en plunderingen door vijandelijke legers.
In de 19e eeuw stagneerde de economische ontwikkeling van  Templin, doordat belangrijke wegen en spoorlijnen langs andere plaatsen werden aangelegd. Pas in 1888 verkreeg Templin aansluiting op het spoorwegnet.
De ligging in een gebied met veel bossen en meren leidde reeds rond 1900 tot de opkomst van het toerisme. Om dezelfde reden werden instellingen van de gezondheidszorg hier gevestigd, zoals een herstellingsoord  in 1908. Industrie is in Templin nooit van grote betekenis  geweest.
Van 1935 totdat het in 1945 door de nazi's zelf werd opgeblazen,  stond niet ver van Groß Dölln het jachthuis Carinhall, het privédomein van nazikopstuk Hermann Göring.  Slechts enige kleine brokken steen en een gedeeltelijk ingestorte onderaardse gang zijn daarvan overgebleven.  Het bos rondom Carinhall  is niet voor het publiek toegankelijk. 
Bij Carinhall hoorde een bijgebouw (Gästehaus), dat in 1945 bleef staan, en in de DDR- periode fungeerde als luxehotel,  waar politieke kopstukken ook langere periodes verbleven. Hier is ook ex-staatshoofd Walter Ulbricht in 1973 overleden. Na de Duitse hereniging van 1990 bleef hier een luxehotel gevestigd.
Tijdens de Tweede Wereldoorlog,  op 6 maart 1944, werd het stadje, een knooppunt van enige kleine spoorlijnen, grotendeels verwoest door een geallieerde luchtaanval. De bombardementen kostten circa 300 inwoners van Templin het leven. Op 29 april 1945 werd de stad veroverd door het Sovjet-Russische leger.
Templin behoorde van 1949 tot 1990 tot de DDR. In 1984 liet de Oost-Duitse eenheidsvakbond FDGB voor haar leden  ten oosten van Templin een groot hotelpand bouwen, dat naar Friedrich Engels werd genoemd.  Na de Duitse hereniging in 1990  bleef dit gebouw staan. Sinds 2010 huisvest dit, gemoderniseerde,  flatgebouw  het Ahorn Seehotel. In 2015-2016  werd het kunstzinnig beschilderd door Michael Fischer-Art,  uit Leipzig.
Sinds 1985 is Templin een Staatlich anerkannter Erholungsort. In 2000 werd het vernieuwde thermen- en wellness-centrum Naturtherme geopend, dat zich bevindt bij een natuurlijke warme minerale bron. 
Templin werd bekend als de stad waar bondskanselier Angela Merkel een groot deel van haar schooltijd heeft doorgebracht. Haar vader, die in de DDR-periode een, met de overheid samenwerkend, evangelisch-luthers geestelijke was, is te Templin overleden.

## Geografie
Het historische stadje Templin ligt in de streek Uckermark te midden van licht heuvelend landschap met veel bos en met verscheidene meren, die aansluiten op het Mecklenburger Merenplateau (Duits: de Mecklenburger Seenplatte).  Een gedeelte van de gemeente ligt op de Schorfheide.

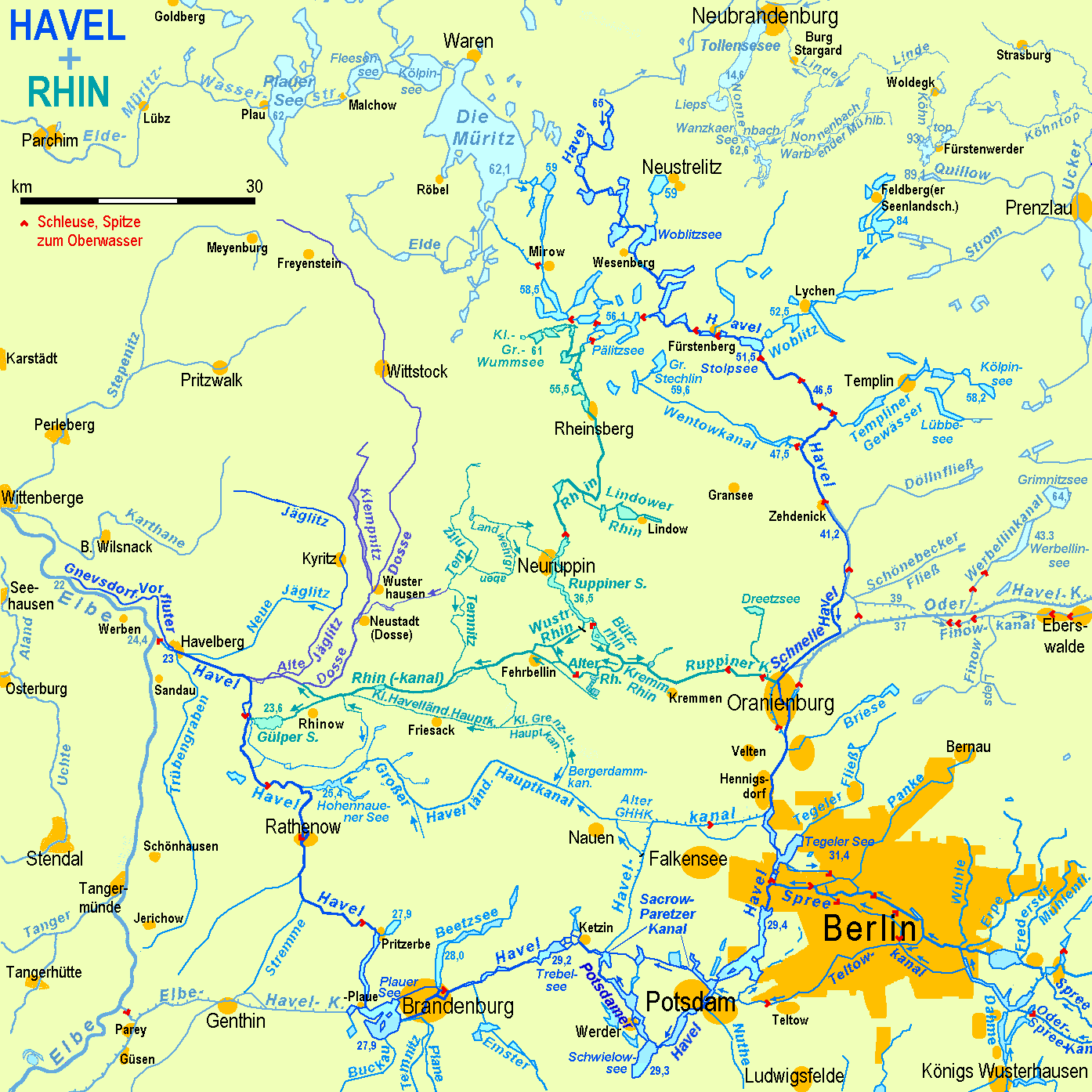
Stroomgebied Havel, oostelijk gedeelte van het Mecklenburger Merenplateau . Rechts op de kaart ligt Templin.
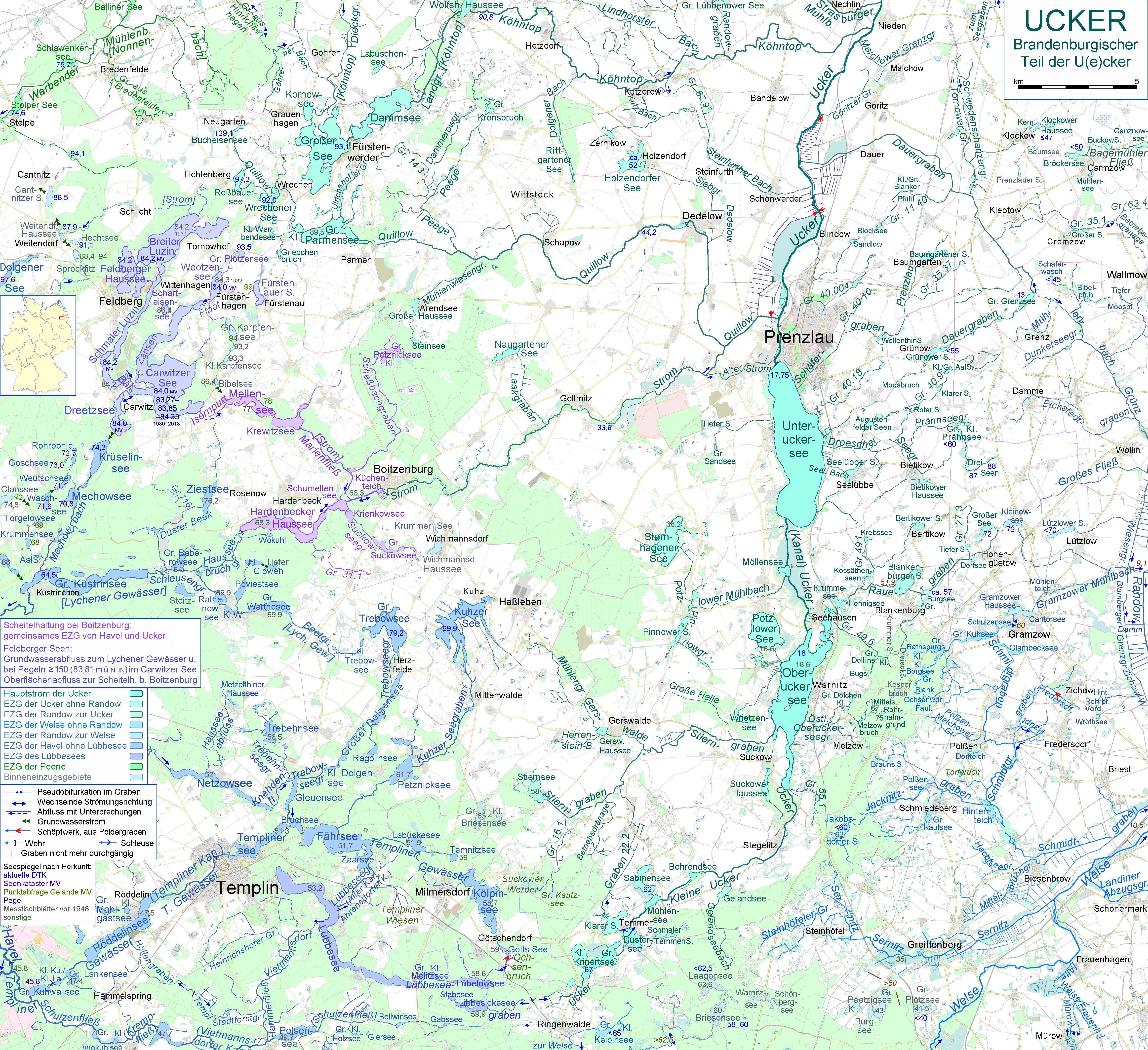
De rivier de Uecker. Linksonder op de kaart Templin en de waterwegen daaromheen.
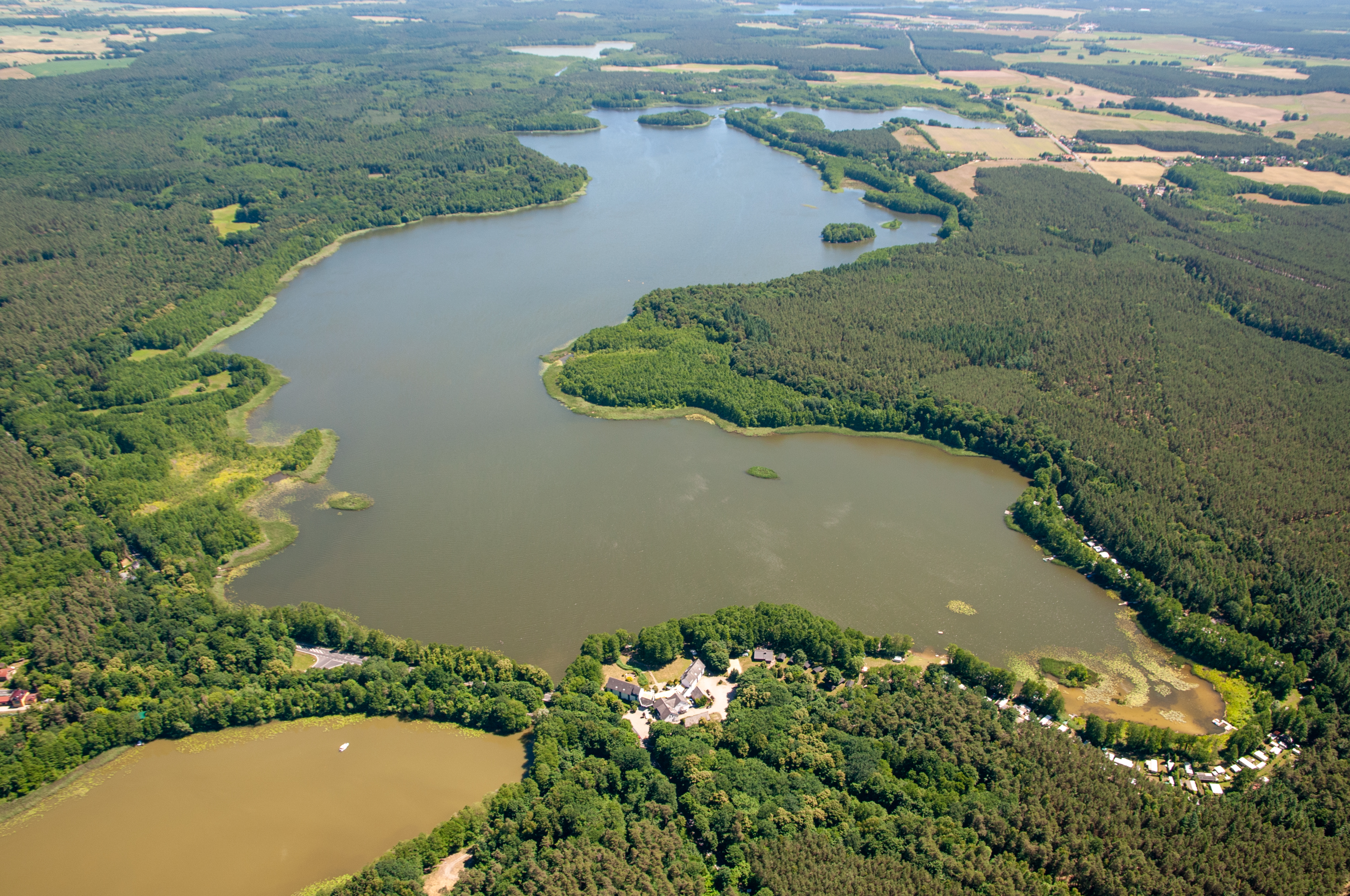
Het meer Fährsee

### Stadsindeling
De gemeente Templin (officiële naam: Stadt Templin) bestaat, conform haar Hauptsatzung (hoofdgemeenteverordening), versie 21 juli 2023, uit de stad Templin zelf (Kernstadt) en de volgende 15 stadsdelen (Ortsteile):
- Ahrensdorf (5 km O; 398)
- Beutel (10 km W; 140)
- Densow, met de  bewohnte Gemeindeteile (gehuchten) Annenwalde, Neu Placht en Alt Placht (10 km NW; 260)
- Gandenitz (7 km NW; 269)
- Gollin met het gehucht Reiersdorf (10,5 km ZO; 122)
- Groß Dölln met de gehuchten Bebersee, Groß Väter, Klein Väter en Klein Dölln (hemelsbreed  ruim 10 km Z; 305)
- Grunewald (14 km ZZW; 229)
- Hammelspring met  het gehucht Alsenhof (7½ km ZW; aan de Bundesstraße 109; 376)
- Herzfelde (11 km NO; 229; bij het dorp staat een in 1911 gebouwd kasteel, dat vermoedelijk particulier bewoond is.[6])
- Hindenburg (4 km ZW; 228)
- Klosterwalde met het gehucht Metzelthin (7 km NO; 330)
- Petznick met  het  gehucht Kreuzkrug (10 km NO; aan de B 109; 224)
- Röddelin (5 km WNW; 394)
- Storkow (9 km ZZW, 368)
- Vietmannsdorf met  het ruim 100 inwoners tellende dorpje Dargersdorf (8 km ZO; 362).

3 km ZO betekent: 3 kilometer ten zuidoosten van het centrum van het stadje Templin. Tussen haakjes het aantal inwoners per 1 januari 2017, als vermeld op de website van de gemeente onder Ortsteile en de 15 daaronder vallende webpagina's per Ortsteil.

### Naburige plaatsen
- In het noorden: Lychen en Boitzenburger Land
- In het noordoosten: Mittenwalde
- In het oosten: Gerswalde, Milmersdorf en Temmen-Ringenwalde
- In het zuidwesten, in de Landkreis Oberhavel: Fürstenberg/Havel
- In het zuiden, in de Landkreis Barnim: enige dorpen in het Amt Joachimsthal (Schorfheide)

## Demografie
- Ontwikkeling van de bevolking sinds 1875 binnen de huidige grenzen (blauwe lijn: Bevolking; stippellijn: Vergelijking van de ontwikkeling van de bevolking van de deelstaat Brandenburg, Grijze achtergrond: tijdens de nazi-regering, Rode achtergrond: tijdens de communistische regering)
- Recente ontwikkeling van de bevolking (blauwe lijn) en prognoses

| Jaar | Inwoners |
| ---- | -------- |
| 1875 | 11 669   |
| 1890 | 12 065   |
| 1910 | 12 495   |
| 1925 | 14 525   |
| 1939 | 15 065   |
| 1950 | 19 516   |
| 1964 | 17 491   |

| Jaar | Inwoners |
| ---- | -------- |
| 1971 | 17 473   |
| 1981 | 17 912   |
| 1985 | 18 664   |
| 1990 | 18 884   |
| 1995 | 18 227   |
| 2000 | 18 273   |
| 2005 | 17 347   |

| Jaar | Inwoners |
| ---- | -------- |
| 2010 | 16 455   |
| 2015 | 16 067   |
| 2016 | 16 117   |
| 2017 | 15 974   |
| 2018 | 15 798   |
| 2019 | 15 728   |
| 2020 | 15 636   |

Gegevensbronnen worden beschreven in de Wikimedia Commons.

## Verkeer en vervoer
- De belangrijkste verkeersweg, die van zuidwest naar noordoost door het stadje loopt, is de Bundesstraße 109. Autosnelwegen liggen op 25 of meer kilometer afstand van Templin; de dichtstbij gelegen aansluiting is bij Joachimsthal op de Autobahn A 11 (afrit 9).
- Templin heeft twee (anderhalve kilometer van elkaar verwijderde) stations, Templin en Templin Stadt, en één spoorweghalte (in het stadsdeel Hammelspring) aan een kleine spoorlijn naar Löwenberg in de gemeente Löwenberger Land. Op deze lijn rijdt tot circa 20 uur 's avonds één keer per uur een stoptrein in beide richtingen; deze stoptrein rijdt sedert 2024 door naar de stations te Oranienburg en Berlin Ostkreuz[9].
- Van Templin loopt nog een kleine spoorlijn naar Joachimsthal en Britz (Barnim). Aan deze lijn ligt 5 km van Templin verwijderd een spoorweghalte te Ahrensdorf. Anno 2025 is deze lijn buiten gebruik, zowel voor goederen- als passagierstreinen, en er rijden bussen in plaats van treinen.
- Streekbusverbindingen bestaan met Joachimsthal (Schorfheide) en met Prenzlau.
- De talrijke meren en kanalen in de gemeente zijn verbonden met de rivier de Havel, die ten westen van Templin stroomt. Enkele wateren kunnen door kleine vrachtschepen worden bevaren. De meeste meren, die feitelijk in elkaars verlengde liggen, en zo een doorlopende  waterweg (officiële naam: Templiner Gewässer) vormen, zijn alleen opengesteld voor de pleziervaart.  Kapiteins van schepen,  die hier willen varen, moeten rekening houden met de aanwezigheid van verscheidene sluizen. Er zijn ook enkele meren, waarop motorjachten e.d. niet mogen komen, en ook enige, waar men helemaal niet op mag varen, omdat ze tot natuurreservaten  behoren.

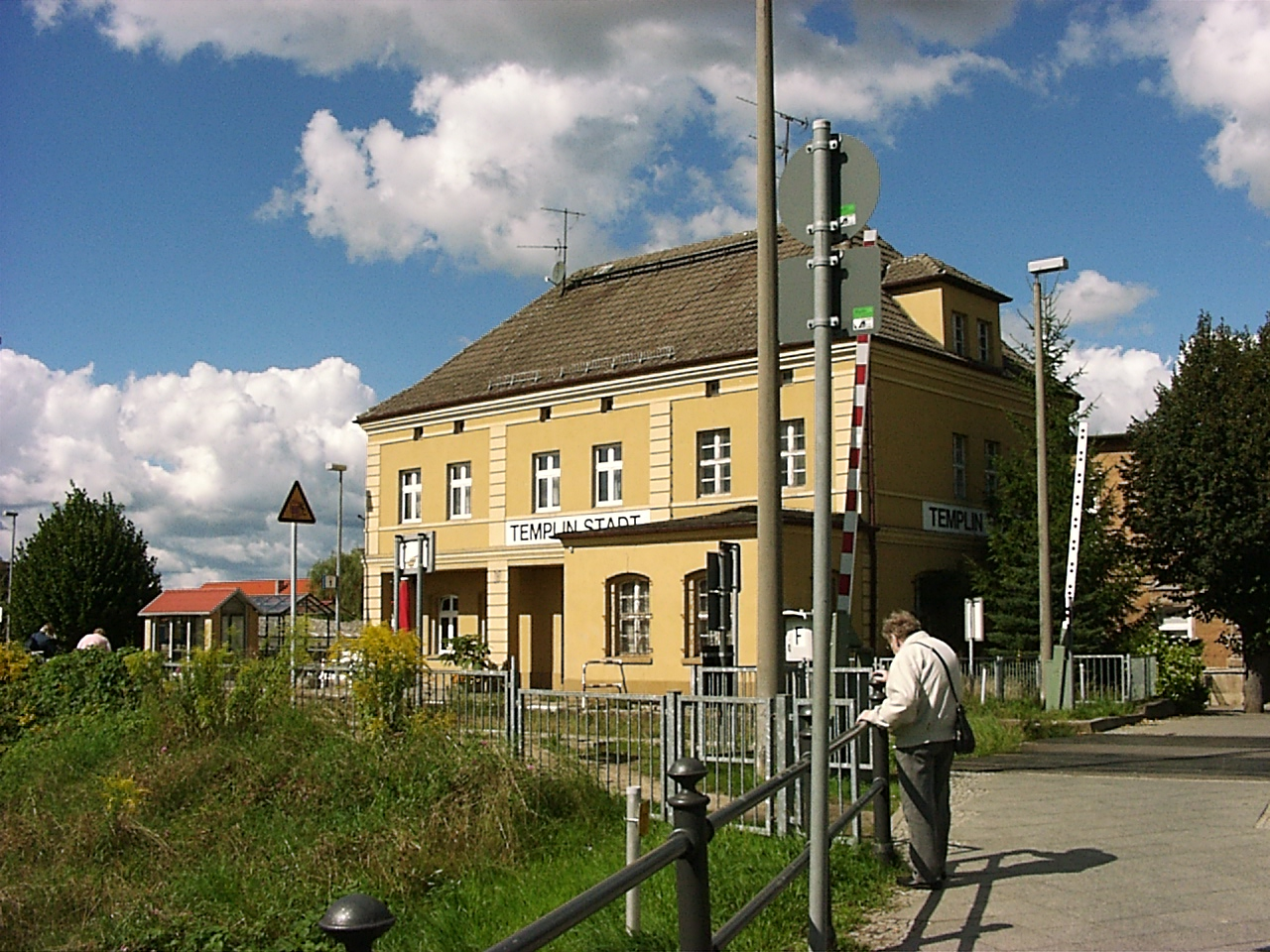
Station Templin Stadt
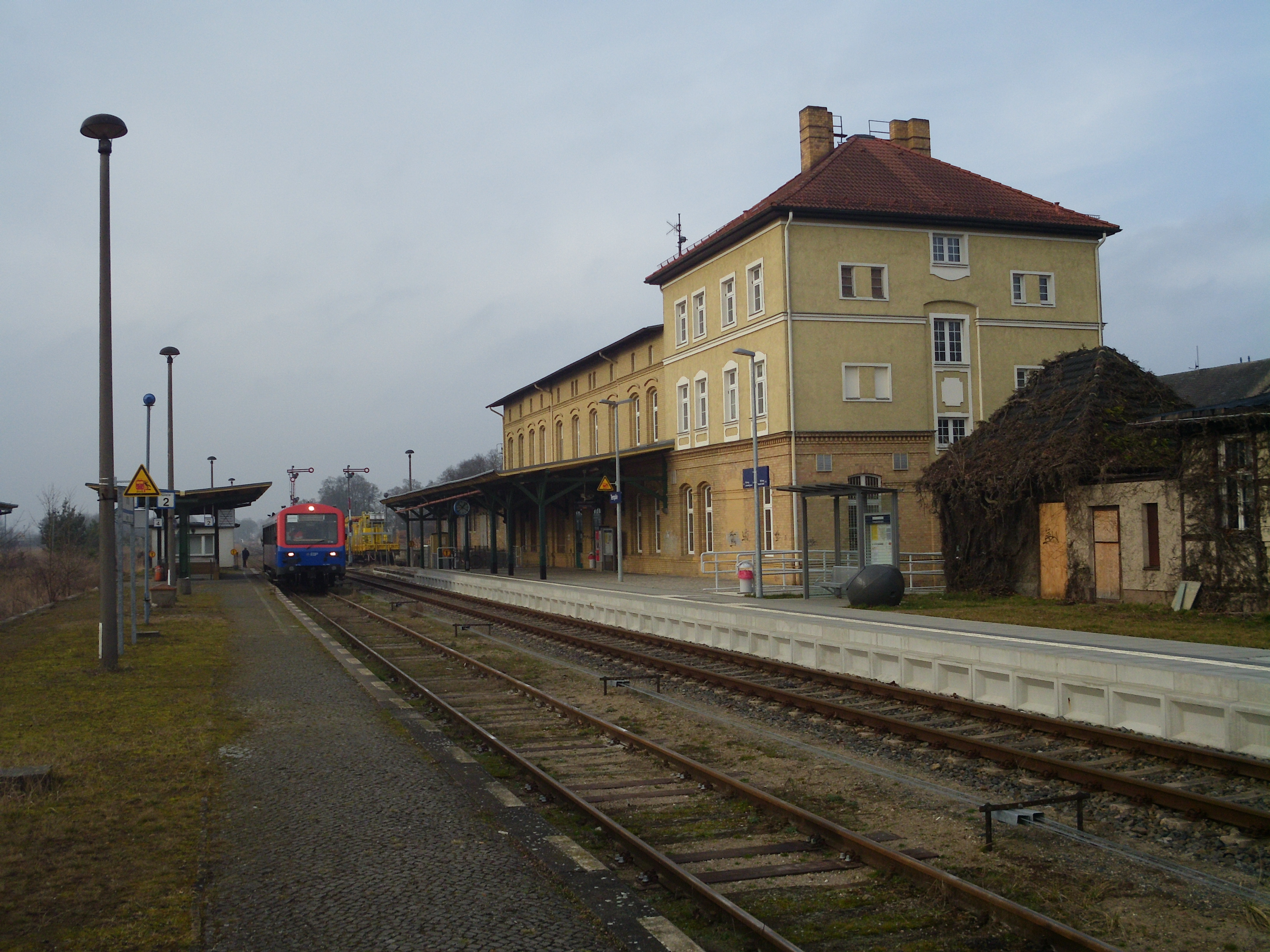
Station Templin
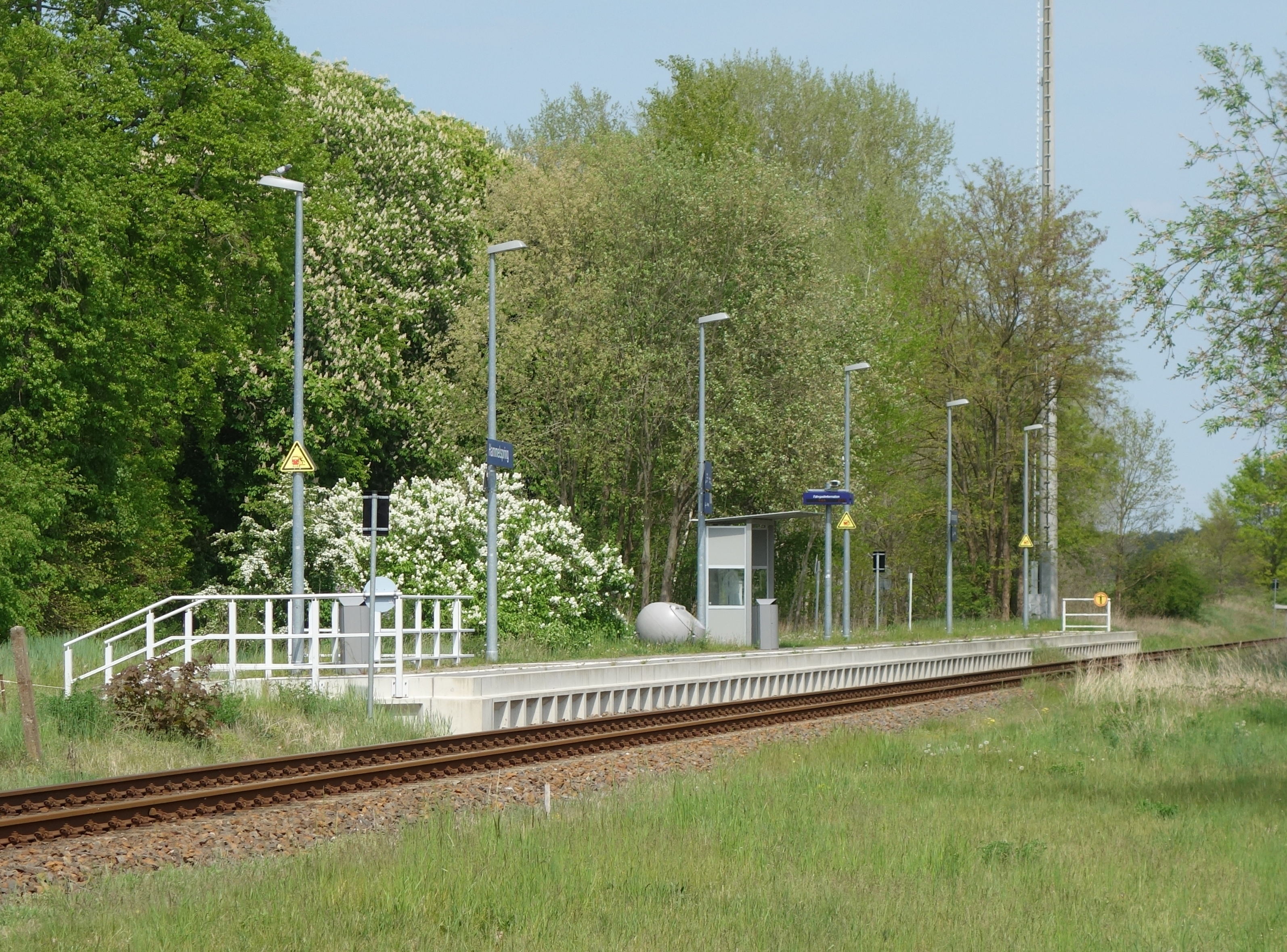
Treinhalte Hammelspring
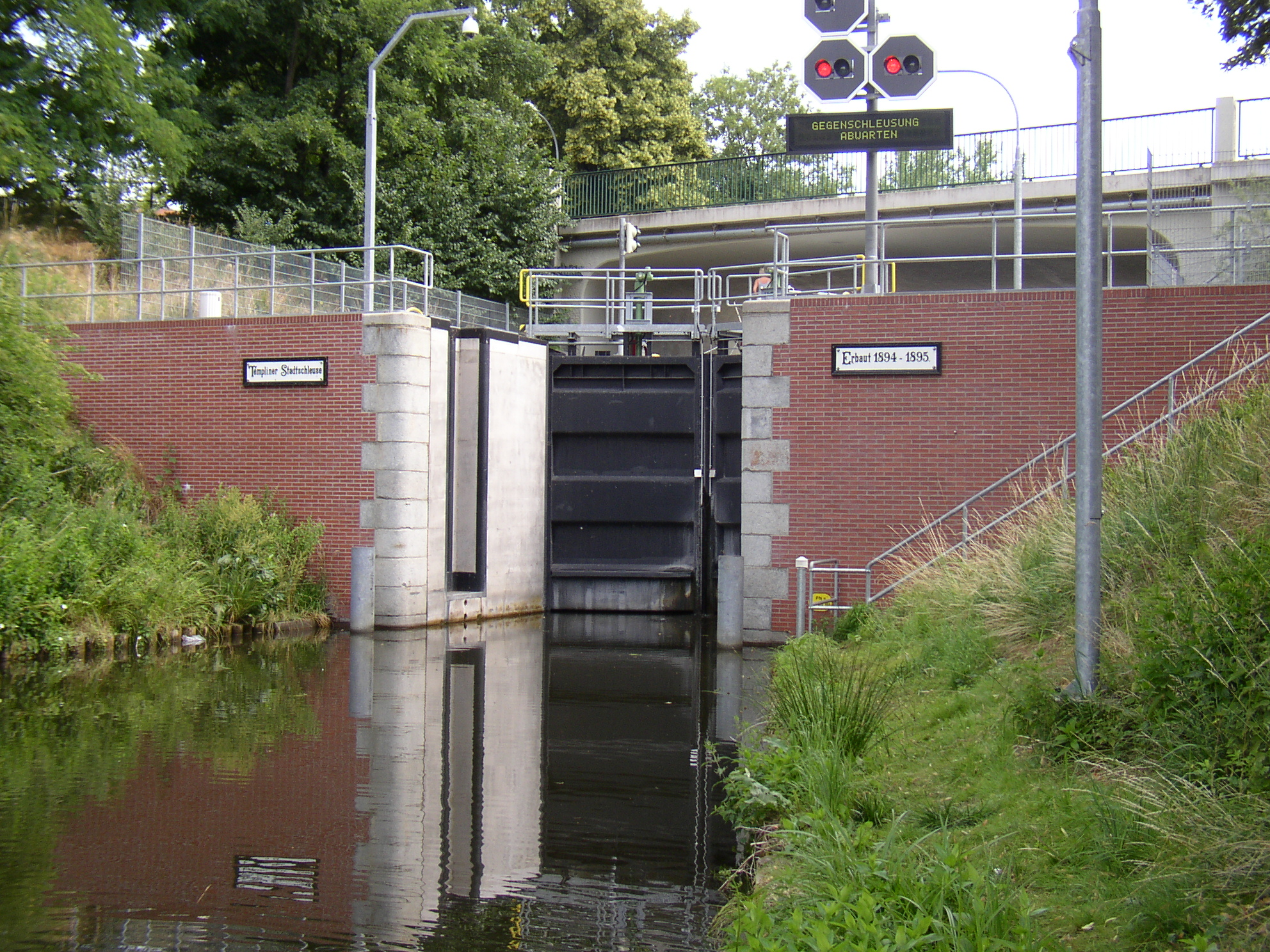
Sluis bij het centrum van Templin (in 2004/05 vernieuwd)
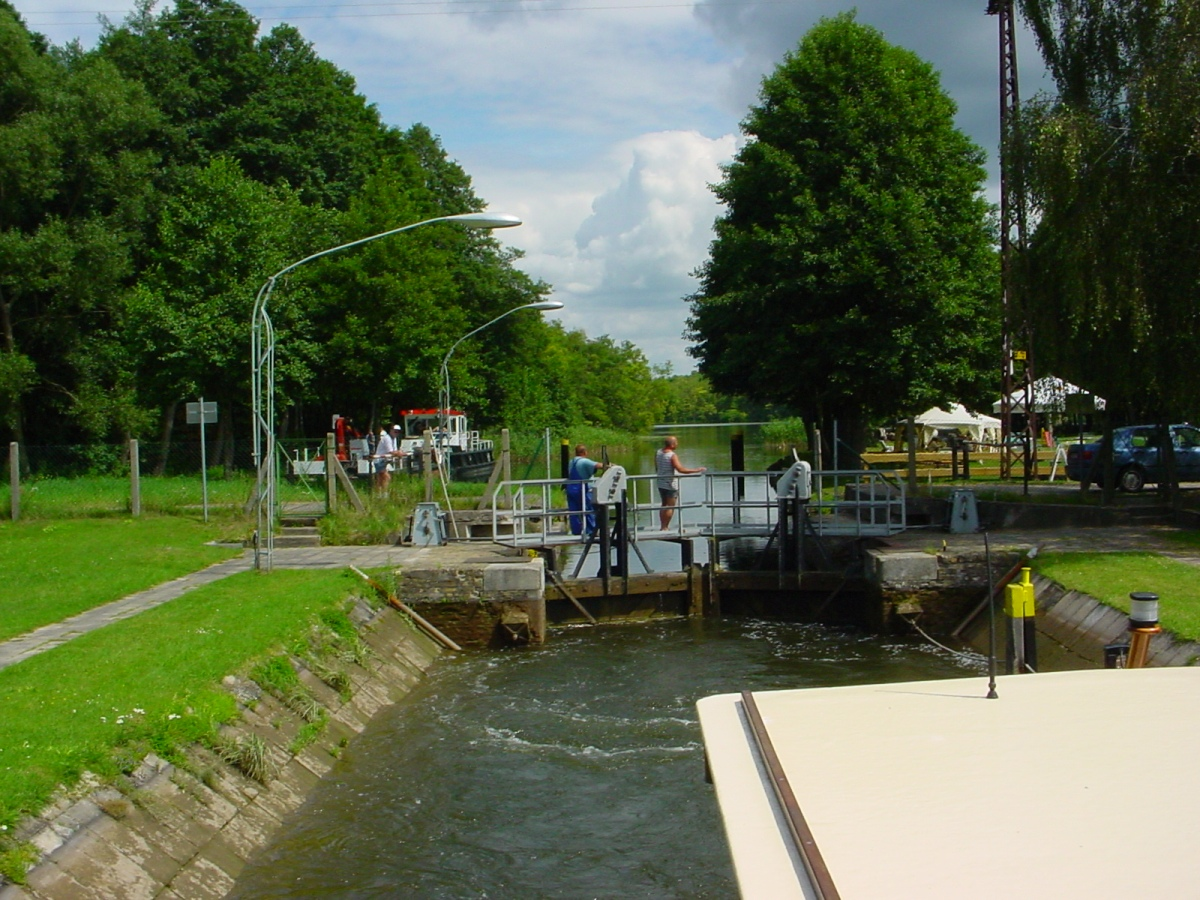
Sluis Kannenburg bij Hammelspring

## Economie
Werkgelegenheid haalt Templin uit de overheids- en dienstensector, in het bijzonder het toerisme. 

### Toerisme en bezienswaardigheden
Templin ligt in de toeristische streek Uckermark te midden van licht heuvelend landschap met veel bos en verscheidene meren. 
Van de oude stad zijn de stadsmuren in hun geheel bewaard; ook staan nog drie stadspoorten overeind. In de stadspoort Prenzlauer Tor is het plaatselijke streekmuseum gevestigd.
Direct ten zuiden van de stad ligt een thermen-centrum met verschillende zwembaden, thermische baden en sauna's. Ten zuidwesten ervan ligt het meer Röddelinsee. Een ander meer is de Lübbesee, ten oosten van Templin. Het stadsdeel Postheim ligt direct aan dit meer en is bekend om een groot hotel, dat anno 2025 AHORN Seehotel heet. Het gebouw is aan de buitenkant bont met graffiti-kunst beschilderd.
Nog een ander meer is de Templiner Stadtsee, dichtbij de stad. Er bestaat ook een meer met de naam Templiner See, maar dat ligt niet bij Templin,  maar bij Potsdam.
Door de stad loopt het Templiner Kanaal, dat verschillende meren met elkaar verbindt.
Ten noorden van het stadje Templin ligt Netzowsee-Metzelthiner Feldmark,  een 1.262 hectare groot natuurreservaat. Ten zuidoosten van Templin, bij Gollin, ligt Bollwinwiesen/Großer Gollinsee, een 907,5 hectare groot natuurreservaat.

## Fotogalerij

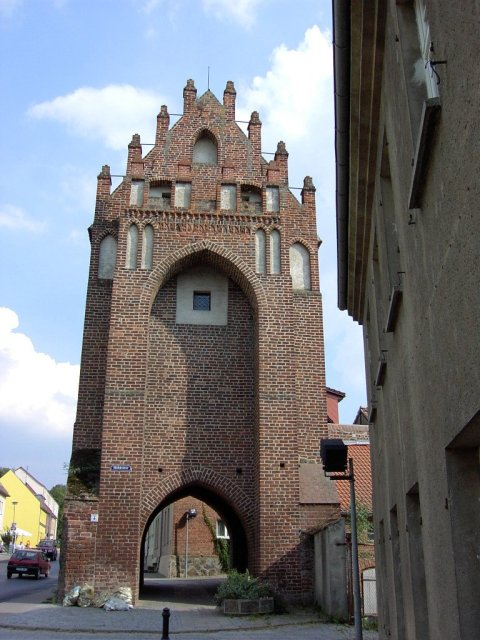
Stadspoort Mühlentor (Molenpoort)
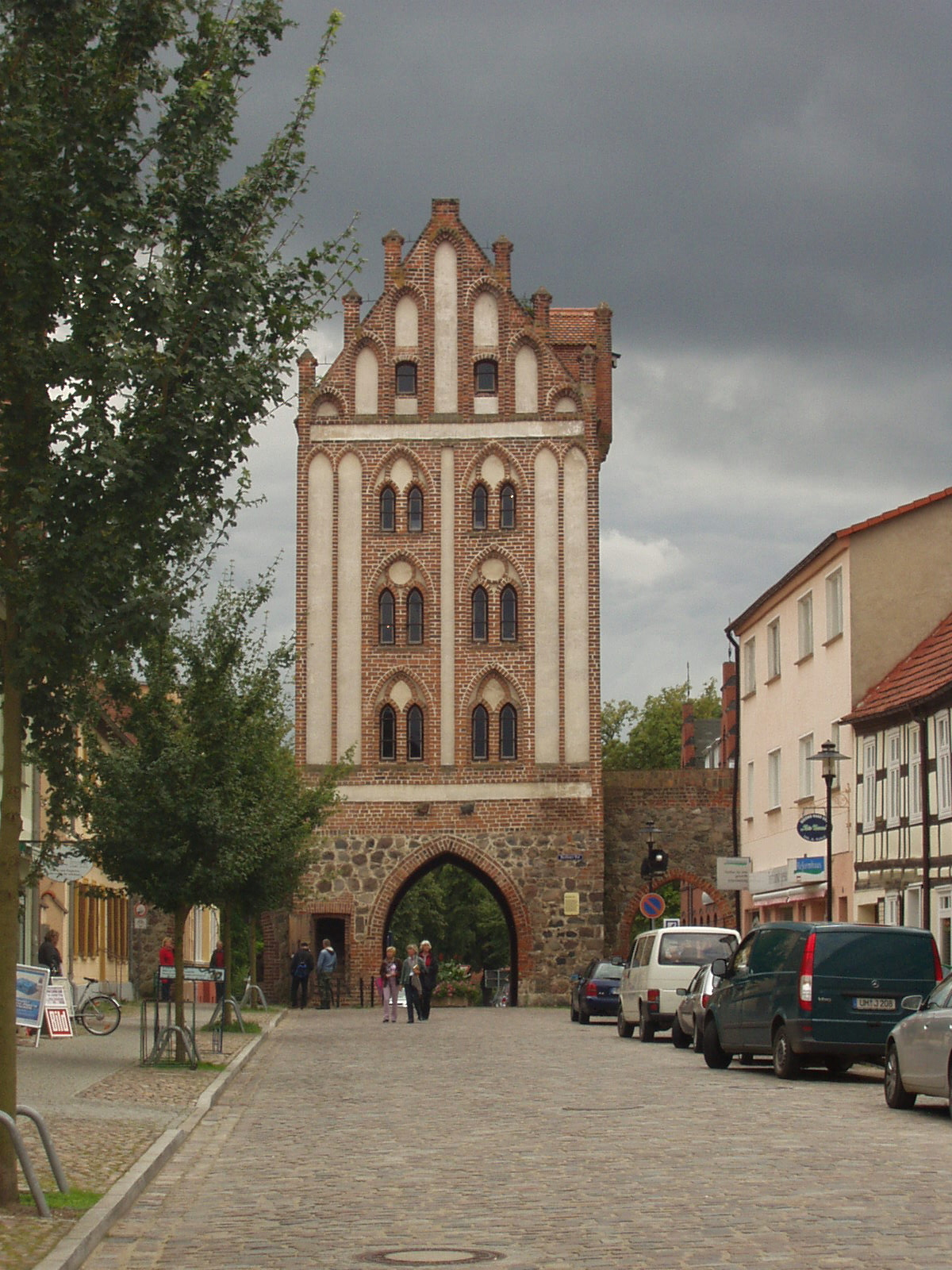
Stadspoort Berliner Tor (Berlijnse Poort)
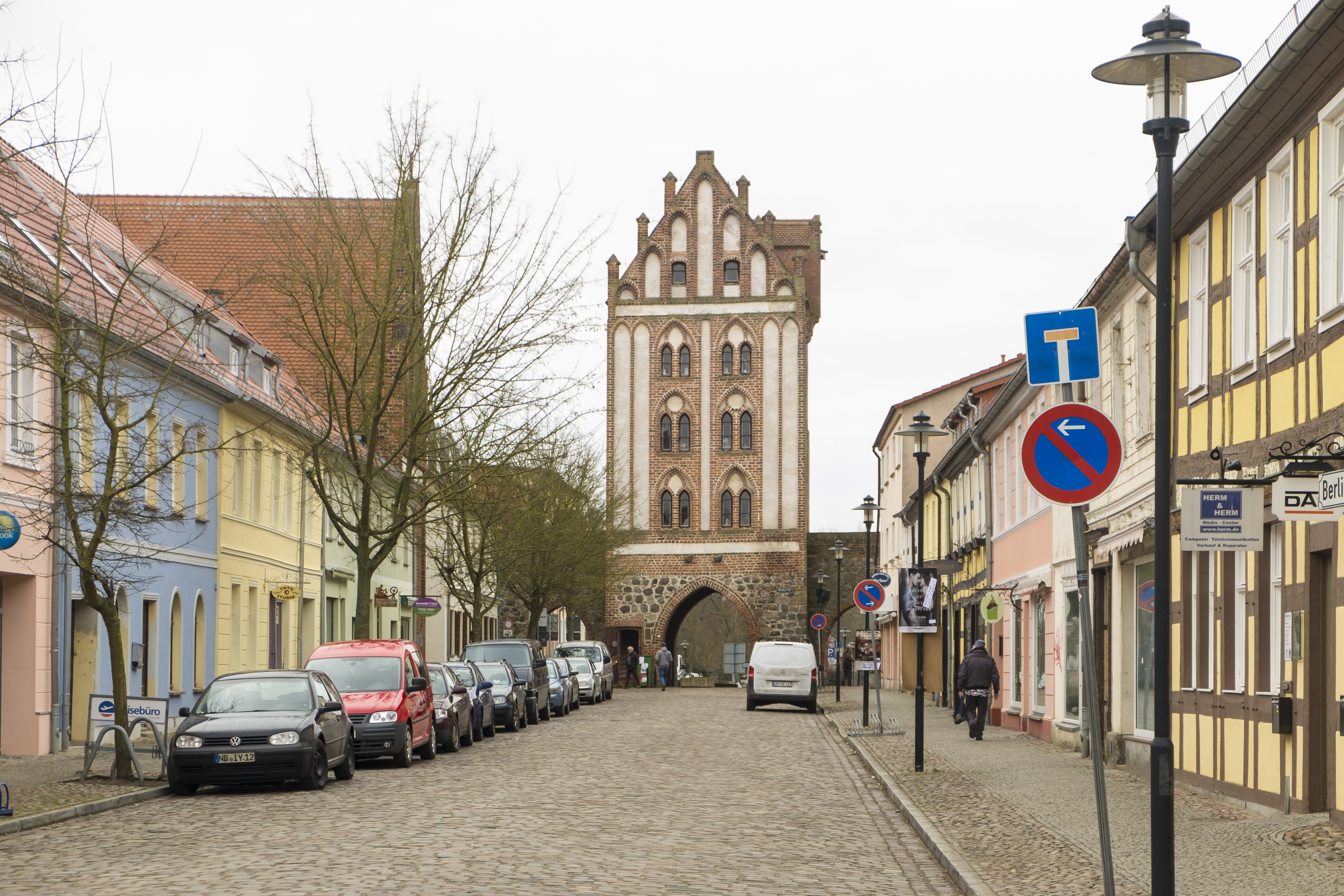
Kijkje door de Berliner Tor naar de  Berliner Straße
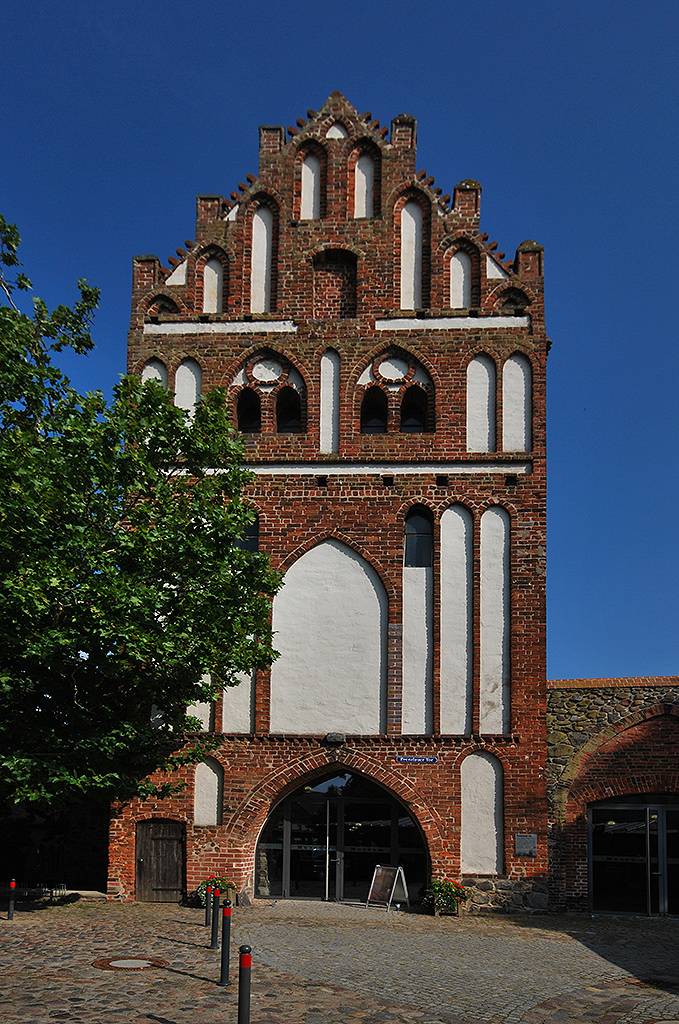
Stadspoort Prenzlauer Tor
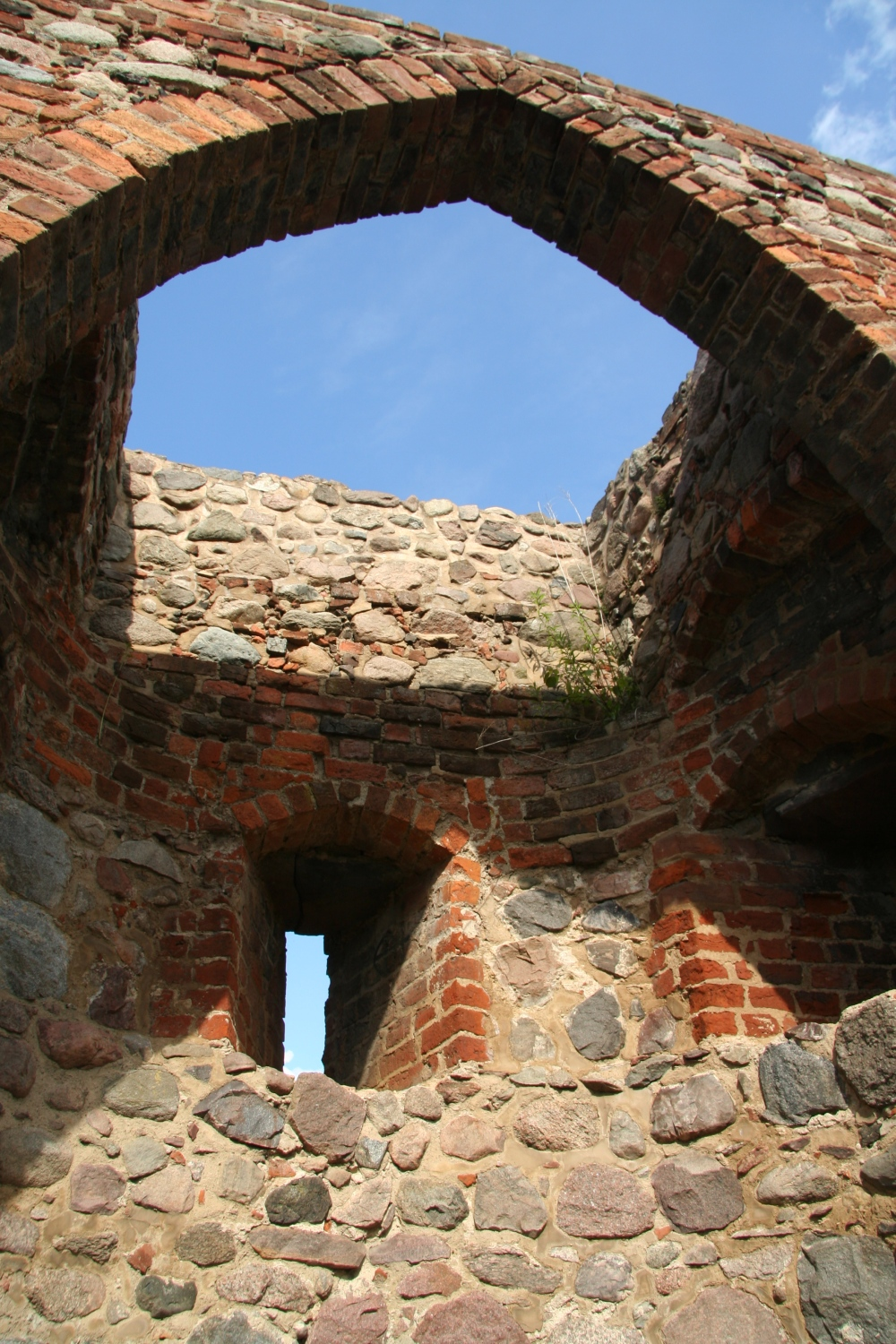
Restant van een zogenaamd Wiekhaus in de stadsmuur
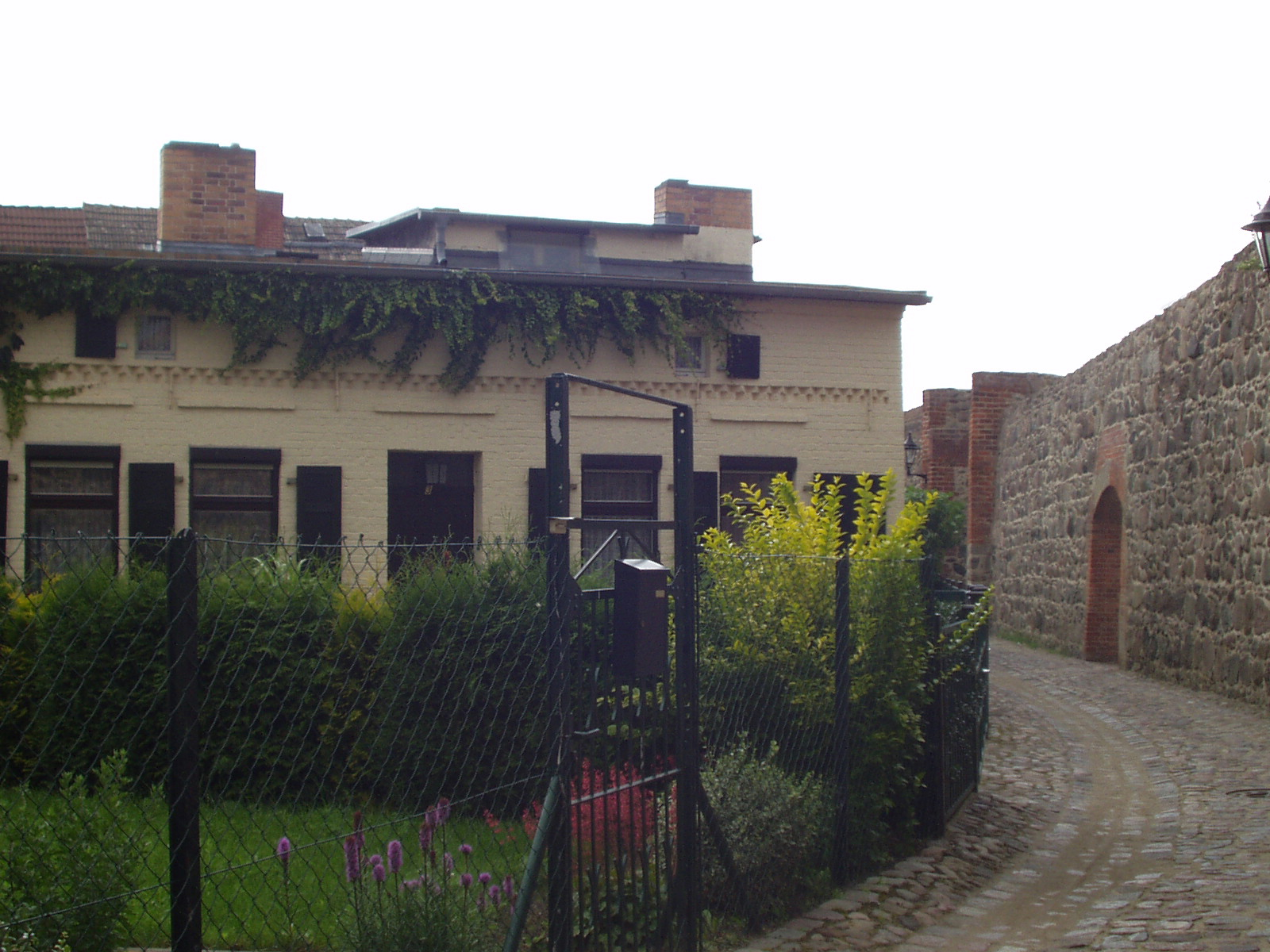
Binnenkant van de stadsmuur
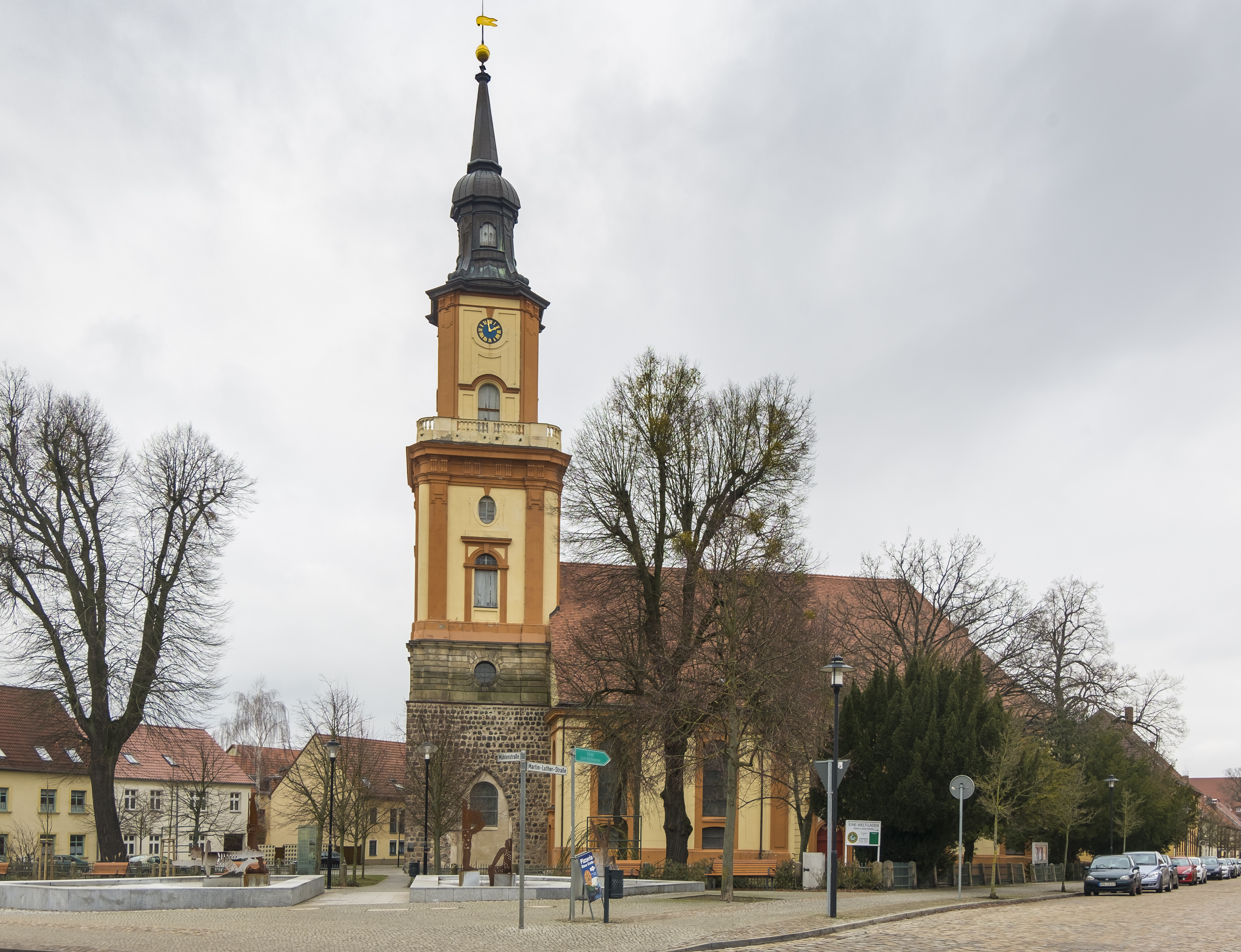
St.-Maria-Magdalenakerk (1749)
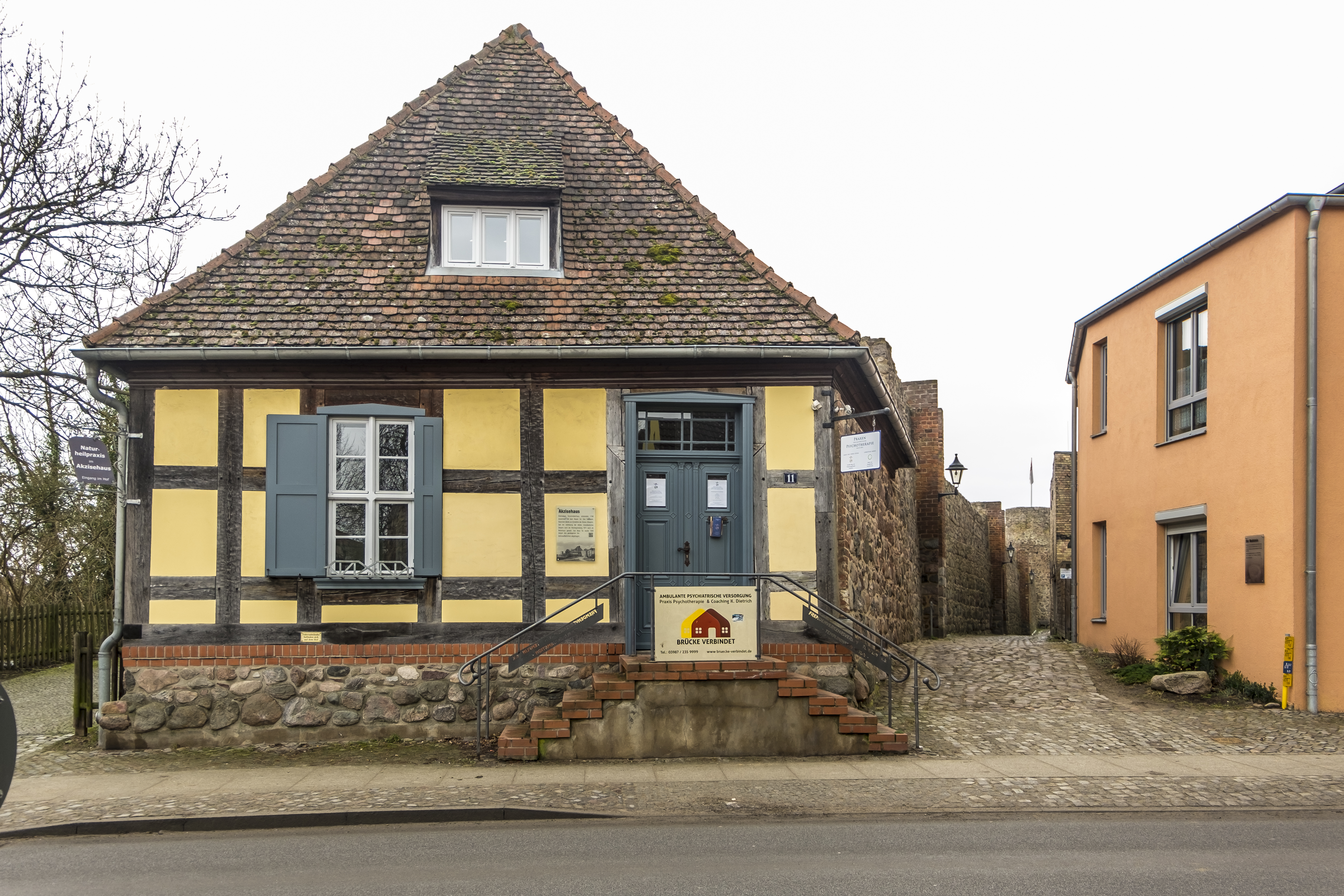
Historisch gebouw Akzisehaus (v.m. tolhuis, 1768)
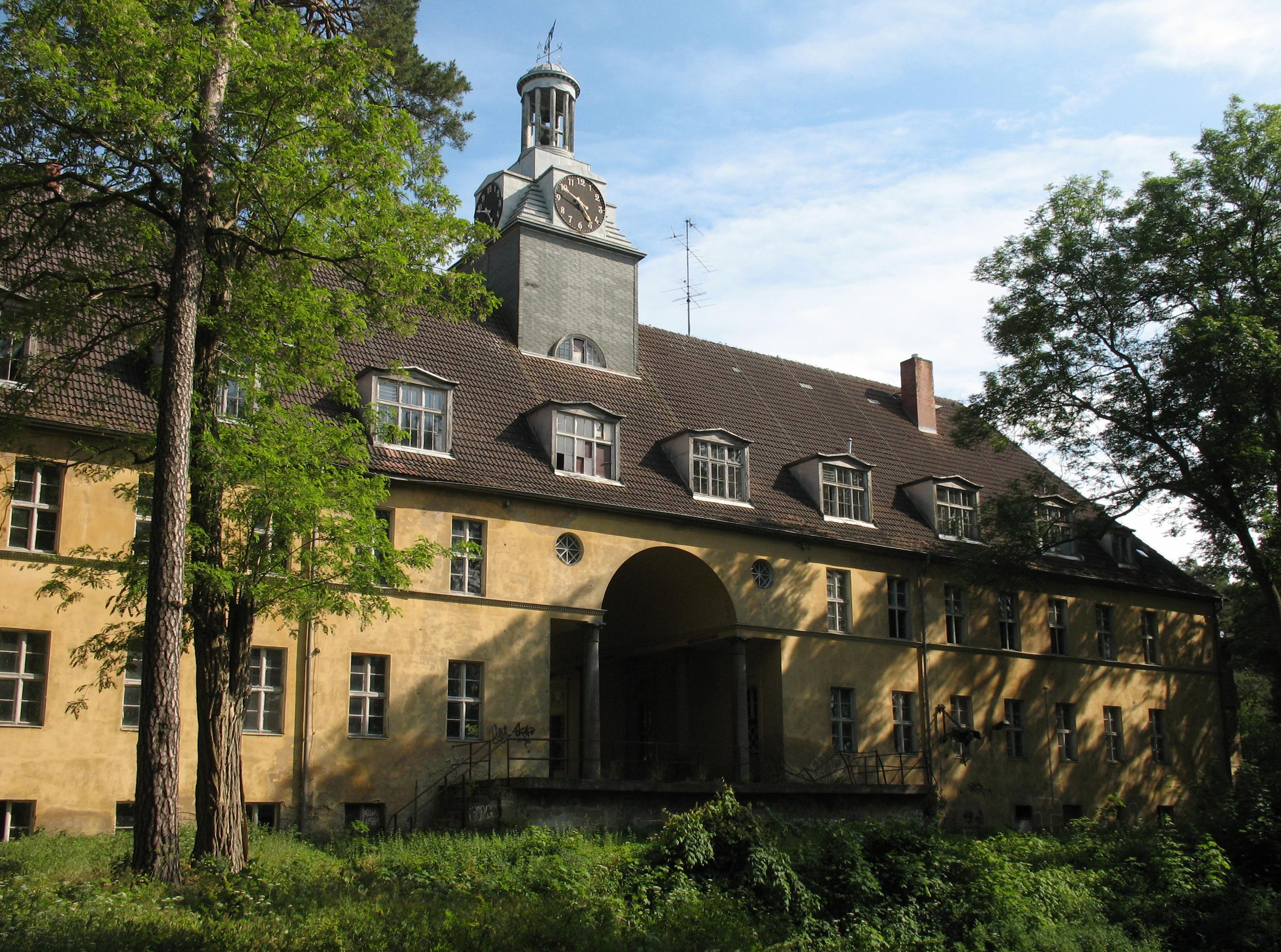
Joachimsthalsches Gymnasium (1912)
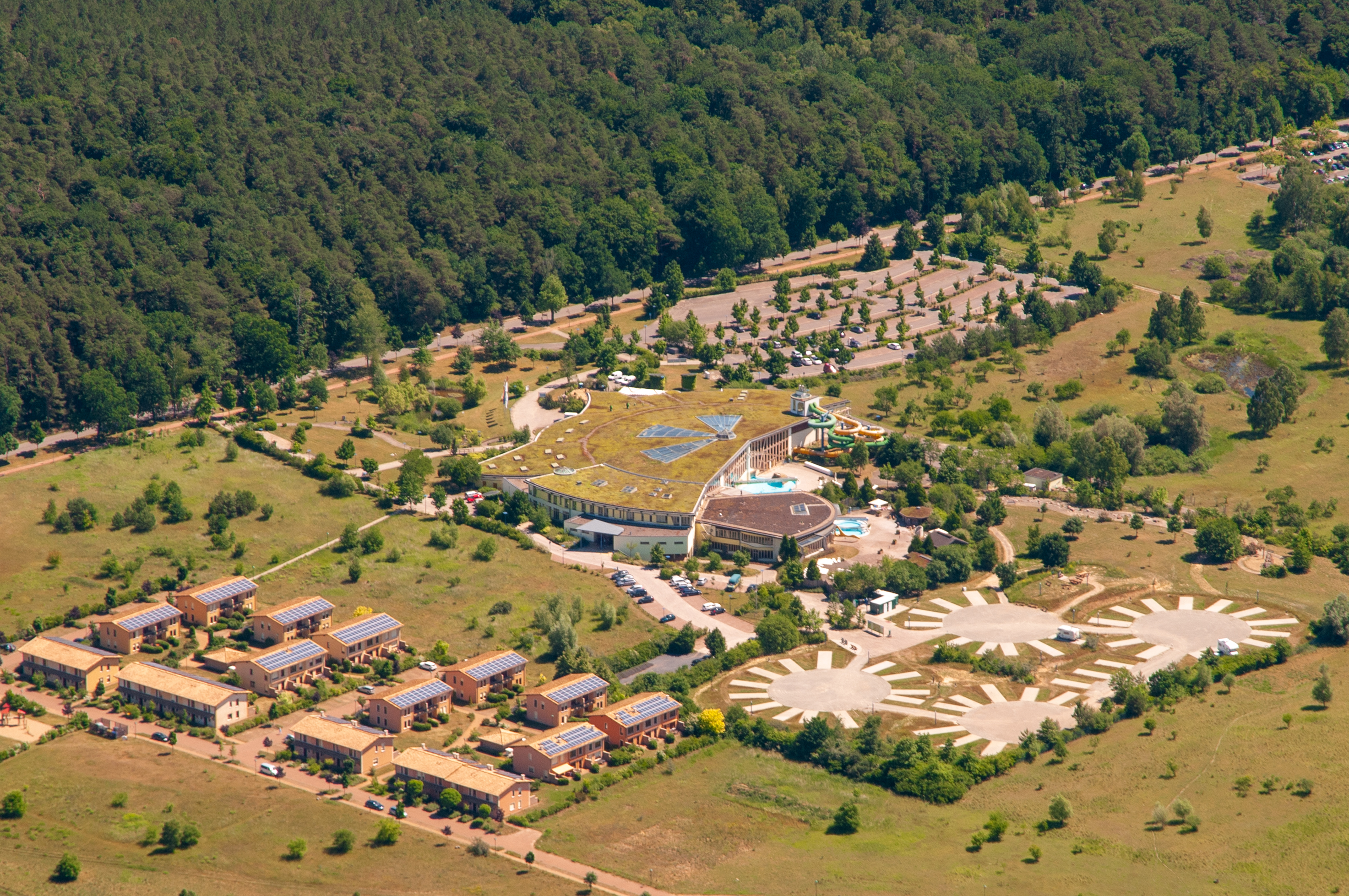
Wellness- en waterrecreatieterrein Naturtherme
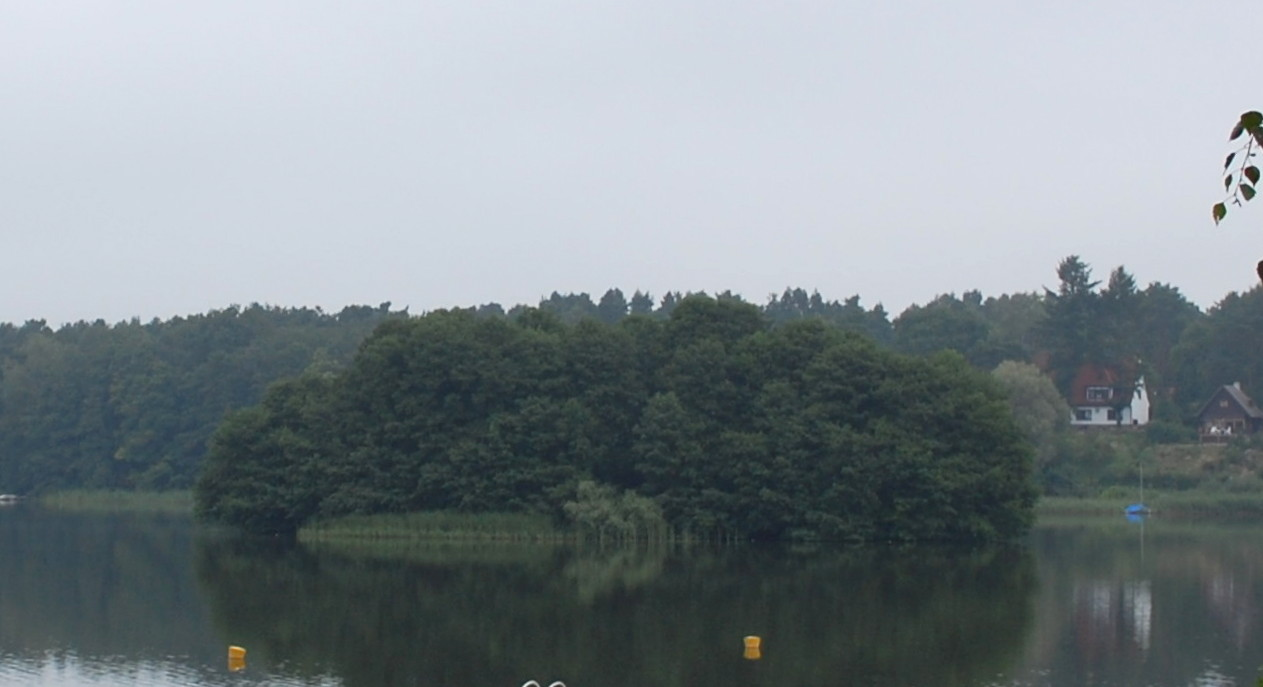
Zogenaamd Liefdeseiland (30 × 80 meter) in de Templiner Stadtsee
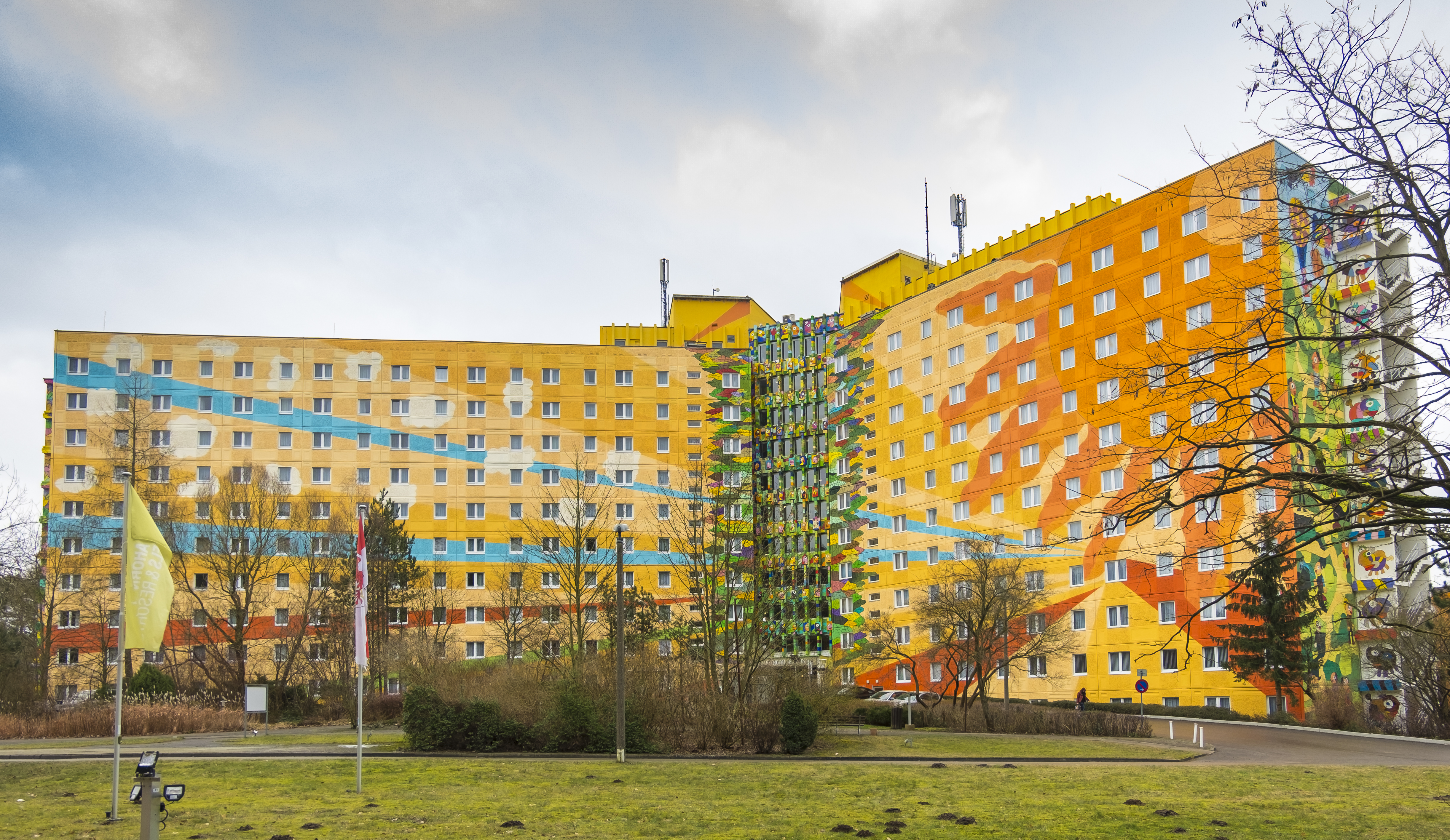
Seehotel Templin
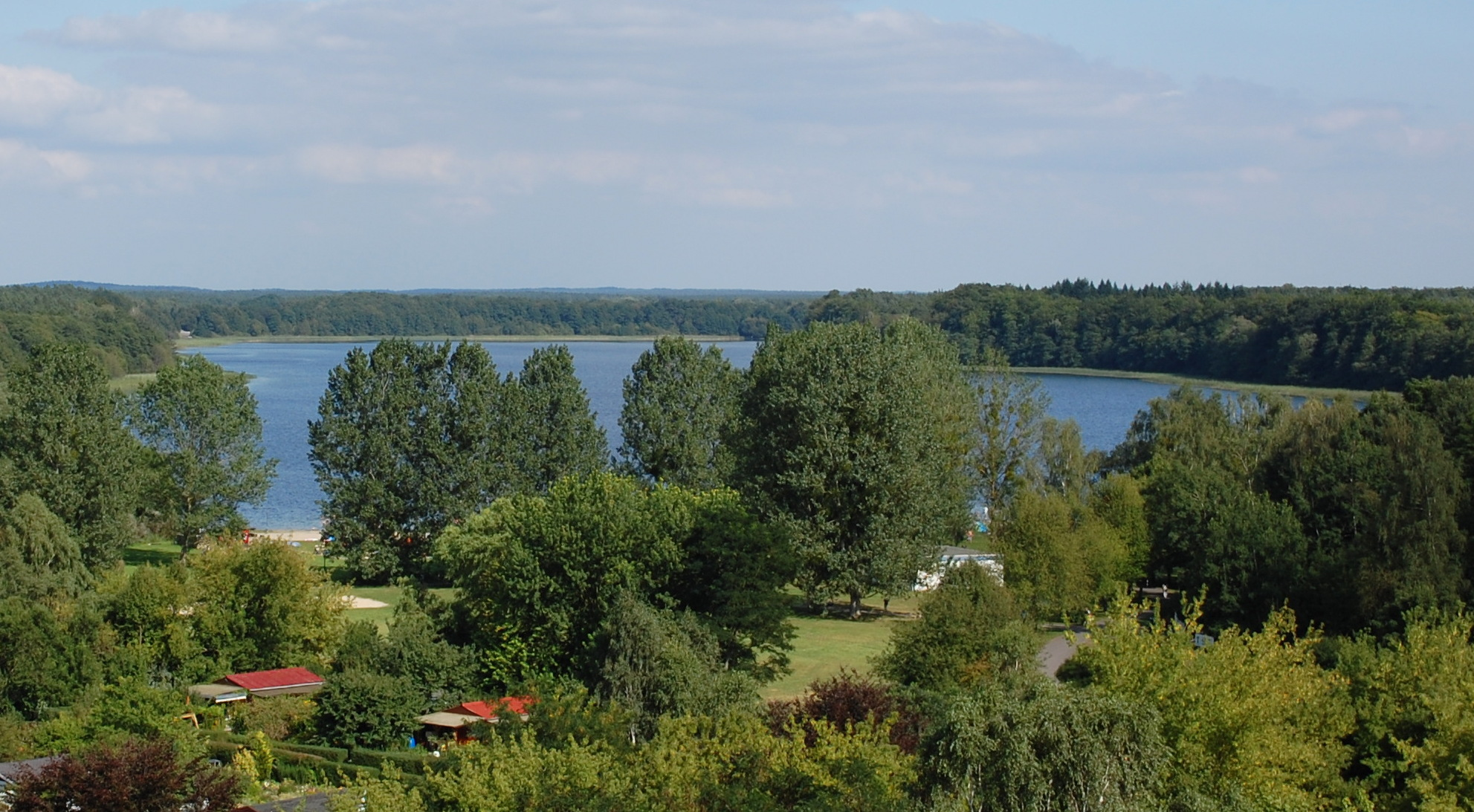
De 300 hectare grote Lübbesee,  gefotografeerd vanuit dit Seehotel
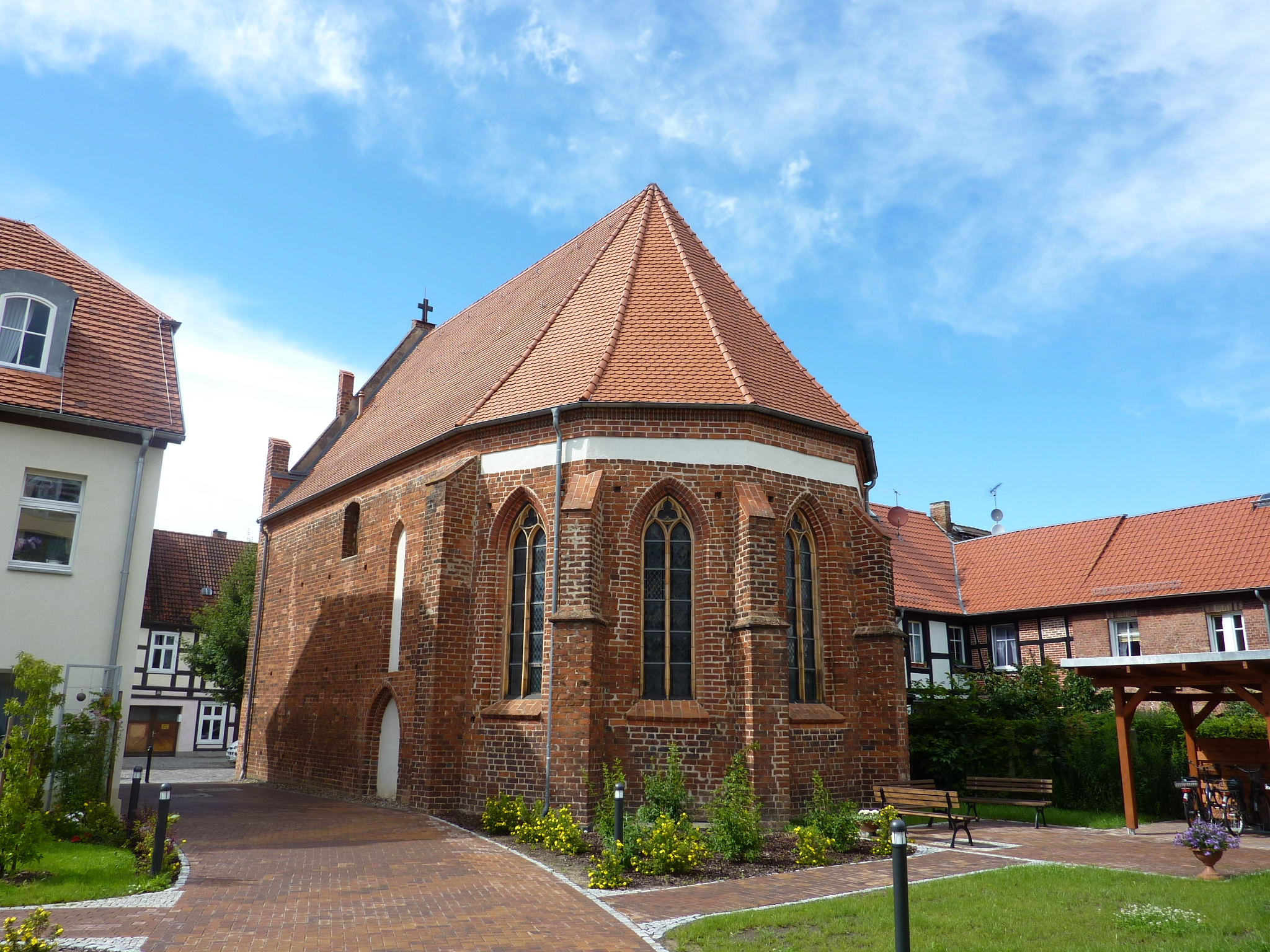
Sint-Joriskapel (ca. 1400)
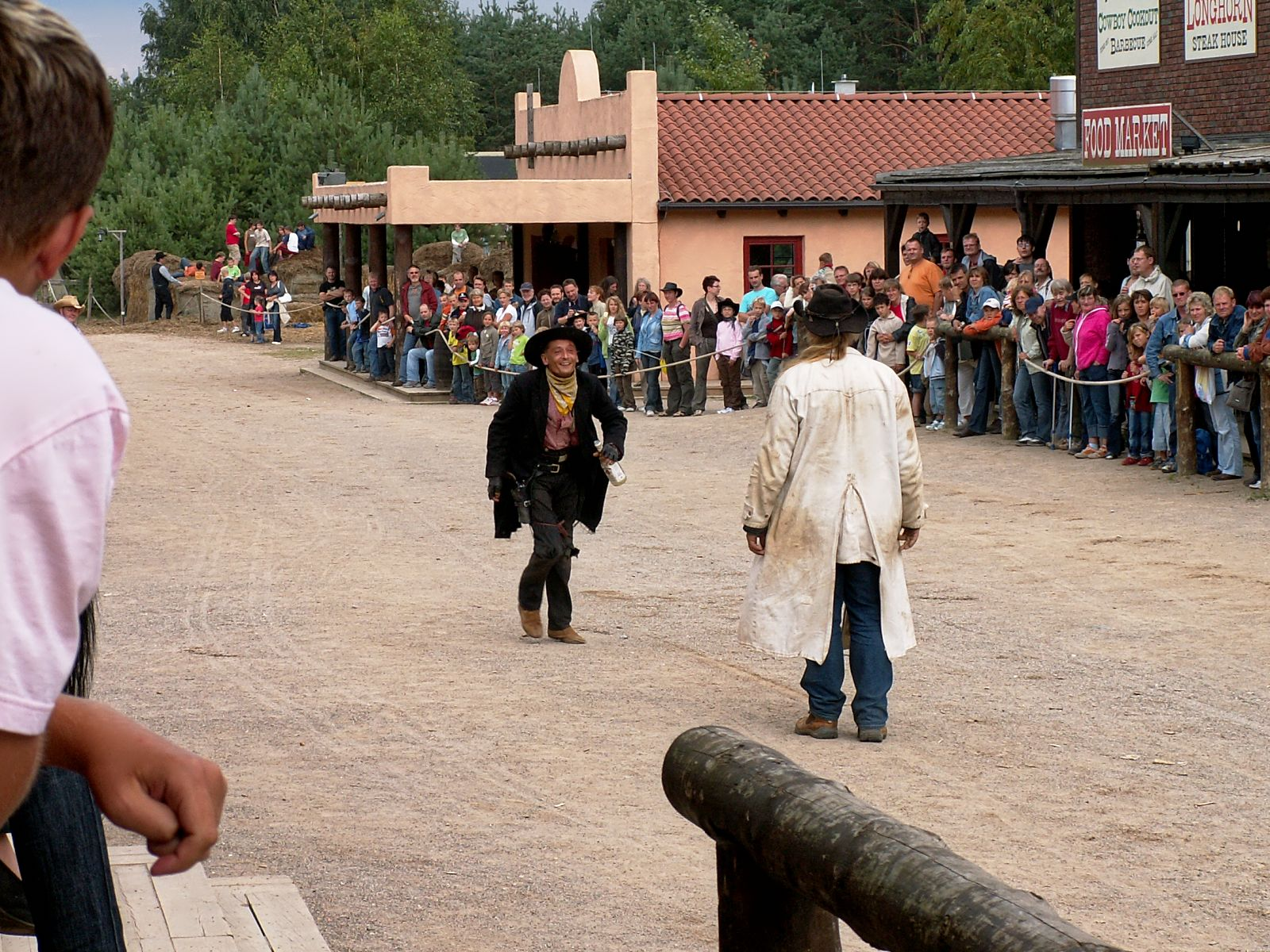
Templin, themapark  El Dorado, Mainstreet

## Partnersteden
- Bad Lippspringe, in de Duitse deelstaat Noordrijn-Westfalen.
- Polczyn Zdroj, in het Poolse woiwodschap West-Pommeren.

## Geboren
- Angela Winkler (1944), actrice, speelde de hoofd- en titelrol in de film Die verlorene Ehre der Katharina Blum (1975)
- Manfred Kokot (3 januari 1948), sprinter (atletiek)

## Overleden
- Robert Eitner (1832–1905), musicoloog
- Walter Ulbricht (1 augustus 1973), Oost-Duits politicus

## Trivia

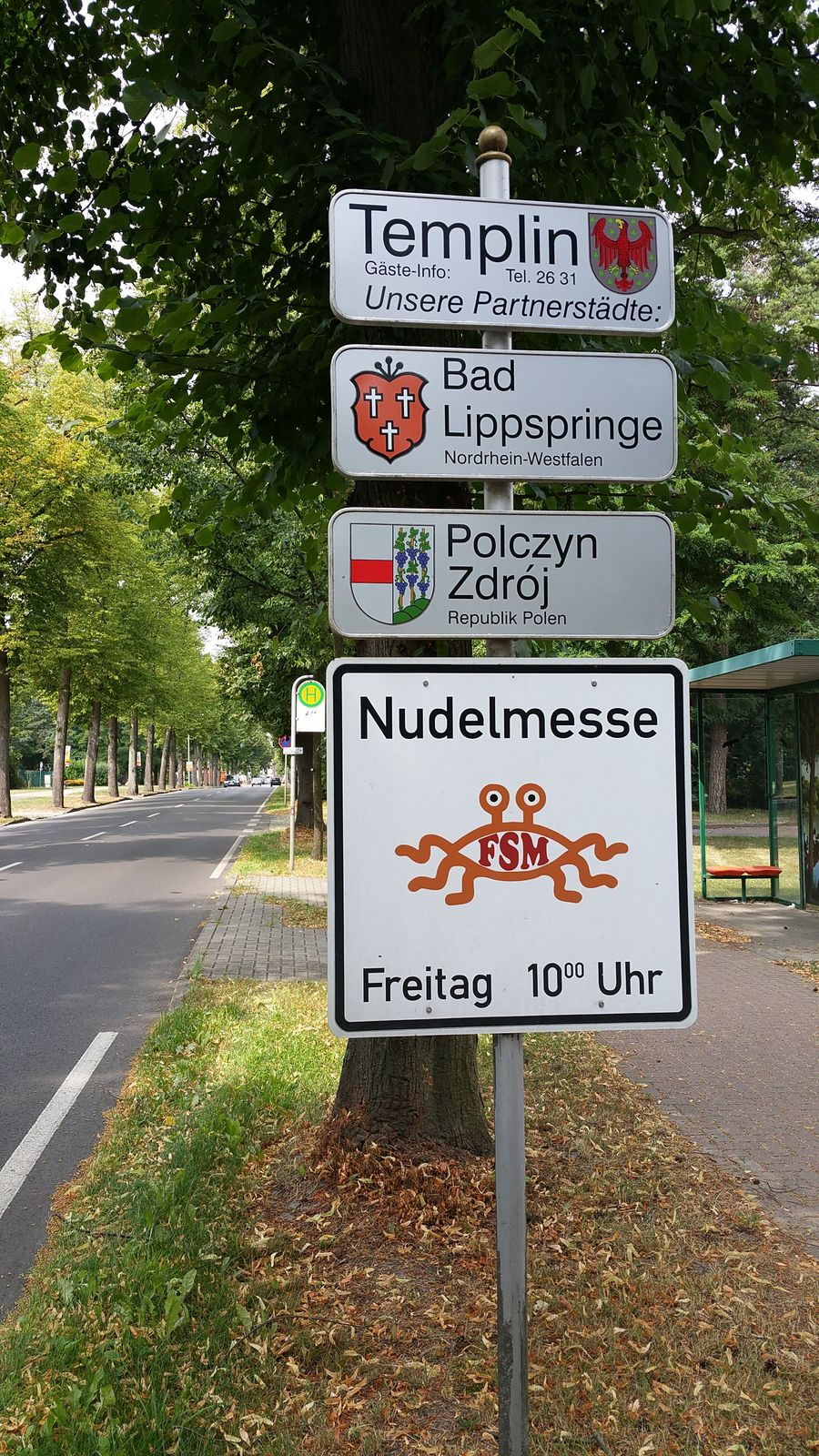
Verwijzing FSM-noedelmissen als variant op verwijzing naar kerkdiensten

- De Duitse tak van de Kerk van het Vliegend Spaghettimonster (FSM) is te Templin gevestigd.
- Bij het stadje, in een bos aan de zuidoever van de Röddelinsee, ligt een themapark in western-stijl genaamd El Dorado Templin. Er worden regelmatig western-shows gehouden, en er is een saloon, waar ook kleine toneeluitvoeringen worden gehouden. Het park is tussen oktober en Pasen gesloten.